# Її велике серце
Її велике серце (азерб. Onun böyük ürəyi) — радянський художній фільм драма 1958 року, знятий на Бакинській кіностудії.

## Сюжет
Юна Самая дуже любить свого чоловіка Октая і чекає дитину. Але брат Самаї, прокурор Раджаб, змушений порушити кримінальну справу проти Октая. Молодий інженер, який заплутався в грошових махінаціях, був засуджений. Самая, продовжуючи вчитися заочно, приходить працювати на будівництво. Почалася війна… На фронті б'ються Раджаб і його друг Мансур, закоханий в Самаю. Октая, який попросився на фронт, достроково звільняють. Раджаб після поранення повертається на батьківщину, Мансур, який був льотчиком, загинув на фронті. Своє життя Самая присвячує роботі на будівництві і вихованню дочки Лали. Тільки через кілька років вона дізнається, що її чоловік залишився живий, у нього інша сім'я. Горе не зломило жінку. Її життя не пройшло марно. Лала виросла доброю і чесною дівчиною. У центрі оповідання знаходиться любов жінки, яку не зламала і зрада чоловіка. У самовідданій праці, в любові до людей, що оточують її, знаходить вона підтримку і повагу.

## У ролях
- Тамілла Агамірова — Самая
- Салман Дадашов — Октай
- Гюндуз Аббасов — Раджаб
- Лейла Бадирбейлі — Халіда
- Світлана Джавадова — Рана
- Нодар Шашикоглу — Мансур
- Аждар Ібрагімов — Расулов
- Ніна Дорошина — Марія
- Бахадур Алієв — Ахмед
- Натаван Шейхова — Лала
- Л. Кадров — епізод
- Микола Бармін — епізод
- Мінавар Калантарлі — колега по роботі Самаї
- Є. Нечаєва — епізод
- К. Філкенштейн — епізод
- М. Жарова — епізод
- Є. Овчинникова — епізод
- Р. Алієв — епізод
- Ф. Мустафаєв — епізод
- Тофіг Тагізаде — епізод

## Дубляж
- Алі Зейналов — Расулов (Аждар Ібрагімов)
- Окума Гурбанова — Самая (Таміла Агамірова)
- Гасанага Салаєв — Октай (Салман Дадашов)
- Садих Хусейнов — Раджаб (Гюндуз Аббасов)

## Знімальна група
- Автор сценарію: Імран Гасимов
- Режисер-постановник: Аждар Ібрагімов
- Оператор-постановник: Расім Оджагов
- Художник-постановник: Елбек Рзагулієв
- Композитор: Кара Караєв
- Звукооператор: Азіз Шейхов
- Автор тексту пісні: Юрій Долматовський
- Режисер: Юлій Карасик
- Художник-гример: Ісмаїл Ахундов
- Редактор: Фарман Ейвазли
- Другий оператор: В. Алексєєва
- Другий художник: В. Голиков
- Директор фільму: Д. Аврутін
- Оркестр: Російський державний симфонічний оркестр кінематографії
- Диригент: Григорій Гамбург